# Robert Gray Gallager
Robert Gray Gallager (Filadélfia, 29 de maio de 1931) é um engenheiro eletrônico estadunidense.
Conhecido por seu trabalho sobre teoria da informação e redes de telecomunicação.
Recebeu o Prêmio Claude E. Shannon da IEEE Information Theory Society em 1983. Também recebeu a Medalha de Honra IEEE em 1990 pelas contribuições fundamentais para as técnicas de codificação de comunicação, o Prêmio Marconi em 2003 e um Prêmio Dijkstra em 2004, entre outras honras. Atualmente é professor emérito de engenharia elétrica e ciência da computação no Instituto de Tecnologia de Massachusetts.